# Geiersteine (Wasgau)
Die Geiersteine sind ein 308,9 Meter hoher Berg im Pfälzerwald. Auch wird der Name auf die dort befindlichen Geiersteinfelsen übertragen.

## Geographie

### Lage
Der Berg befindet sich im Nordosten der Gemarkung der Ortsgemeinde Bruchweiler-Bärenbach. Entlang seines Nordfußes verläuft die Gemarkungsgrenze zu Schindhard und entlang seines Ostfußes die zu Busenberg. Benachbarte Berge sind im Osten der Heidenberg, im Süden der Jüngstberg und im Westen der Wöllmersberg.
Entlang seiner Westflanke fließt die Lauter, entlang seiner Nordflanke der Geiersteinbach und entlang seiner Nordostflanke der Drachenbach.

### Naturräumliche Zuordnung
1. Großregion 1. Ordnung: Schichtstufenland beiderseits des Oberrheingrabens
2. Großregion 2. Ordnung: Pfälzisch-saarländisches Schichtstufenland
3. Großregion 3. Ordnung: Pfälzerwald
4. Region 4. Ordnung (Haupteinheit): Wasgau
5. Region 5. Ordnung: Dahner Felsenland

## Natur und Tourismus
An seiner Nordostflanke befindet sich der Geiersteinfelsen, der als Naturdenkmal eingestuft ist. Er wird von Kletterern frequentiert.
Über den Berg führen der Bären-Steig und der Busenberger Holzschuhpfad.

## Verkehr
An seiner Westflanke führt die Landesstraße 489 entlang.